# دانييل توريس سامانيغو
دانييل توريس سامانيغو (بالإسبانية: Daniel Torres Samaniego) (مواليد 9 يونيو 1991) هو سبّاح مكسيكي، مثّل بلاده في الألعاب الأمريكية 2015.

## السيرة المهنية
وُلد توريس في تشيواوا، المكسيك عام 1991، وهو ابن جيراردو توريس وكريستي سامانييغو. تخرّج عام 2010 من مدرسة كوباك 3 الثانوية وتخرّج عام 2015 من جامعة إنكارنيت وورد، حيث تخصص في إدارة الأعمال الدولية. حصل في السباحة مع إنكارنيت وورد كاردينالات على سبعة أوسمة فردية وأربعة أوسمة في التتابع من رابطة الجامعات الأمريكية (بالإنجليزية: CSCAA) على مدار عامين على مستوى القسم الثاني من الرابطة الوطنية لرياضة الجامعات الأمريكية (بالإنجليزية: NCAA).
في دورة ألعاب بان أمريكا 2015، وصل توريس إلى النهائي في سباق 100 متر للسباحة على الظهر، وكعضو في سباق التتابع 4×100 متر.